# FA Cup 2017/18
Der FA Cup 2017/18 (Sponsorname: Emirates FA Cup) ist die 137. Austragung des weltweit ältesten Fußballpokalturniers The Football Association Challenge Cup, oder FA Cup. Diese Pokalsaison begann mit 737 Vereinen.
Der Pokalwettbewerb begann am 5. August 2017 mit der Extra-Vorrunde und endete mit dem Finale im Wembley Stadium in London am 19. Mai 2018, das der FC Chelsea gegen Manchester United für sich entschied.

## Kalender
| Runde                      | Datum              | Spiele | Vereine   | Neueinstiege | Prämien                                  |
| -------------------------- | ------------------ | ------ | --------- | ------------ | ---------------------------------------- |
| Extra-Vorrunde             | 5. August 2017     | 185    | 737 → 552 | 370          | 1.500 £                                  |
| Vorrunde                   | 19. August 2017    | 160    | 552 → 392 | 135          | 1.925 £                                  |
| Erste Qualifikationsrunde  | 2. September 2017  | 116    | 392 → 276 | 72           | 3.000 £                                  |
| Zweite Qualifikationsrunde | 16. September 2017 | 80     | 276 → 196 | 44           | 4.500 £                                  |
| Dritte Qualifikationsrunde | 30. September 2017 | 40     | 196 → 156 | keine        | 7.500 £                                  |
| Vierte Qualifikationsrunde | 14. Oktober 2017   | 32     | 156 → 124 | 24           | 12.500 £                                 |
| Erste Hauptrunde           | 4. November 2017   | 40     | 124 → 84  | 48           | 18.000 £                                 |
| Zweite Hauptrunde          | 2. Dezember 2017   | 20     | 84 → 64   | keine        | 27.000 £                                 |
| Dritte Hauptrunde          | 6. Januar 2018     | 32     | 64 → 32   | 44           | 67.500 £                                 |
| Vierte Hauptrunde          | 27. Januar 2018    | 16     | 32 → 16   | keine        | 90.000 £                                 |
| Fünfte Hauptrunde          | 17. Februar 2018   | 8      | 16 → 8    | keine        | 180.000 £                                |
| Viertelfinale              | 17. März 2018      | 4      | 8 → 4     | keine        | 360.000 £                                |
| Halbfinale                 | 21./22. April 2018 | 2      | 4 → 2     | keine        | Sieger: 900.000 £ Verlierer: 450.000 £   |
| Finale                     | 19. Mai 2018       | 1      | 2 → 1     | keine        | Sieger: 1.800.000 £ Verlierer: 900.000 £ |

## Modus
Kompletter Überblick bei: FA Cup
Der FA Cup wird in Runden ausgespielt. Teilnehmen kann jede Mannschaft, die ein bestimmtes Leistungsniveau hat und ein angemessenes Spielfeld besitzt. Die Paarungen jeder Runde werden in einer offenen Auslosung ohne Setzliste ausgelost. Die zuerst gezogene Mannschaft hat Heimrecht. Endet das Spiel unentschieden, findet ein Rückspiel auf dem Platz der anderen Mannschaft statt. Endet das Rückspiel ebenfalls unentschieden, geht das Spiel in Verlängerung bzw. Elfmeterschießen. Dieser Modus gilt bis zur fünften Hauptrunde. Ab dem Viertelfinale gibt es nur ein Spiel ggf. mit Verlängerung und Elfmeterschießen.
Einige Mannschaften sind von bestimmten Runden freigestellt:
- In der zweiten Qualifikationsrunde kommen die Mannschaften der National League North/South (6. Spielklasse des englischen Ligabetriebes) hinzu.
- In der vierten Qualifikationsrunde kommen die Mannschaften der National League (5. Spielklasse des englischen Ligabetriebes) hinzu.
- In der ersten Hauptrunde kommen die Mannschaften der League 1 und 2 der Football League (3. und 4. Spielklasse des englischen Ligabetriebes) hinzu.
- In der dritten Hauptrunde am ersten Januarwochenende kommen die Mannschaften des Football League Championship (2. Spielklasse des englischen Ligabetriebes) und der Premier League (1. Spielklasse des englischen Ligabetriebes) hinzu.

Die Halbfinalspiele finden auf neutralem Platz, das Finale im Wembley-Stadion statt.
Jeder Sieger erhält eine Prämie aus den Fernsehgeldern, die nach Runde gestaffelt ist.

## Hauptrunde

### Erste Hauptrunde
In der ersten Hauptrunde traten die jeweils 24 Mannschaften der Football League One bzw. Two in den Wettbewerb ein. Die Auslosung der ersten Hauptrunde fand am 16. Oktober 2017 statt. Die Spiele finden zwischen dem 3. und 6. November 2017 statt. Die Wiederholungsspiele werden am 14. und 15. November 2017 ausgetragen.
| Datum                       |                           | Ergebnis |                             |
| --------------------------- | ------------------------- | -------- | --------------------------- |
| 3. November 2017, 19:45 GMT | Hyde United (VIII)        | 0:4      | Milton Keynes Dons (III)    |
| 3. November 2017, 19:45 GMT | Notts County (IV)         | 4:2      | Bristol Rovers (III)        |
| 3. November 2017, 19:45 GMT | Port Vale (IV)            | 2:0      | Oxford United (III)         |
| 4. November 2017, 12:30 GMT | Shaw Lane (VII)           | 1:3      | Mansfield Town (IV)         |
| 4. November 2017, 15:00 GMT | Blackburn Rovers (III)    | 3:1      | FC Barnet (IV)              |
| 4. November 2017, 15:00 GMT | FC Boreham Wood (V)       | 2:1      | FC Blackpool (III)          |
| 4. November 2017, 15:00 GMT | Bradford City (III)       | 2:0      | FC Chesterfield (IV)        |
| 4. November 2017, 15:00 GMT | Carlisle United (IV)      | 3:2      | Oldham Athletic (III)       |
| 4. November 2017, 15:00 GMT | Cheltenham Town (IV)      | 2:4      | Maidstone United (V)        |
| 4. November 2017, 15:00 GMT | Colchester United (IV)    | 0:1      | Oxford City (VI)            |
| 4. November 2017, 15:00 GMT | Crewe Alexandra (IV)      | 2:1      | Rotherham United (III)      |
| 4. November 2017, 15:00 GMT | Ebbsfleet United (V)      | 2:6      | Doncaster Rovers (III)      |
| 4. November 2017, 15:00 GMT | AFC Fylde (V)             | 4:2      | Kidderminster Harriers (VI) |
| 4. November 2017, 15:00 GMT | Forest Green Rovers (IV)  | 1:0      | Macclesfield Town (V)       |
| 4. November 2017, 15:00 GMT | Gainsborough Trinity (VI) | 0:6      | Slough Town (VII)           |
| 4. November 2017, 15:00 GMT | FC Gateshead (V)          | 2:0      | Chelmsford City (VI)        |
| 4. November 2017, 15:00 GMT | FC Gillingham (III)       | 2:1      | Leyton Orient (V)           |
| 4. November 2017, 15:00 GMT | FC Hereford (VII)         | 1:0      | AFC Telford United (VI)     |
| 4. November 2017, 15:00 GMT | Luton Town (IV)           | 1:0      | FC Portsmouth (III)         |
| 4. November 2017, 15:00 GMT | FC Morecambe (IV)         | 3:0      | Hartlepool United (V)       |
| 4. November 2017, 15:00 GMT | Northampton Town (III)    | 0:0      | Scunthorpe United (III)     |
| 4. November 2017, 15:00 GMT | Peterborough United (III) | 1:1      | Tranmere Rovers (V)         |
| 4. November 2017, 15:00 GMT | Plymouth Argyle (III)     | 1:0      | Grimsby Town (IV)           |
| 4. November 2017, 15:00 GMT | AFC Rochdale (III)        | 4:0      | FC Bromley (V)              |
| 4. November 2017, 15:00 GMT | Shrewsbury Town (III)     | 5:0      | Aldershot Town (V)          |
| 4. November 2017, 15:00 GMT | FC Stevenage (IV)         | 5:0      | Nantwich Town (VII)         |
| 4. November 2017, 15:00 GMT | Wigan Athletic (III)      | 2:1      | Crawley Town (IV)           |
| 4. November 2017, 15:00 GMT | AFC Wimbledon (III)       | 1:0      | Lincoln City (IV)           |
| 4. November 2017, 15:00 GMT | Yeovil Town (IV)          | 1:0      | Southend United (III)       |
| 4. November 2017, 17:15 GMT | AFC Newport County (IV)   | 2:1      | FC Walsall (III)            |
| 5. November 2017, 14:00 GMT | Cambridge United (IV)     | 1:0      | Sutton United (V)           |
| 5. November 2017, 14:00 GMT | Charlton Athletic (III)   | 3:1      | Truro City (VI)             |
| 5. November 2017, 14:00 GMT | Coventry City (IV)        | 2:0      | Maidenhead United (V)       |
| 5. November 2017, 14:00 GMT | FC Dartford (VI)          | 1:5      | Swindon Town (IV)           |
| 5. November 2017, 14:00 GMT | Exeter City (IV)          | 3:1      | Heybridge Swifts (VIII)     |
| 5. November 2017, 14:00 GMT | AFC Guiseley (V)          | 0:0      | Accrington Stanley (IV)     |
| 5. November 2017, 14:00 GMT | FC Leatherhead (VII)      | 1:1      | Billericay Town (VII)       |
| 5. November 2017, 14:00 GMT | Solihull Moors (V)        | 0:2      | Wycombe Wanderers (IV)      |
| 5. November 2017, 14:00 GMT | FC Woking (V)             | 1:1      | FC Bury (III)               |
| 6. November 2017, 19:45 GMT | FC Chorley (VI)           | 1:2      | Fleetwood Town (III)        |

Wiederholungsspiele
| Datum                        |                         | Ergebnis              |                           |
| ---------------------------- | ----------------------- | --------------------- | ------------------------- |
| 14. November 2017, 19:45 GMT | Accrington Stanley (IV) | 1:1 n. V. (3:4 i. E.) | AFC Guiseley (V)          |
| 14. November 2017, 19:45 GMT | FC Bury (III)           | 0:3                   | FC Woking (V)             |
| 14. November 2017, 19:45 GMT | Scunthorpe United (III) | 1:0                   | Northampton Town (III)    |
| 15. November 2017, 19:45 GMT | Tranmere Rovers (V)     | 0:5                   | Peterborough United (III) |
| 16. November 2017, 19:45 GMT | Billericay Town (VII)   | 1:3                   | FC Leatherhead (VII)      |

### Zweite Hauptrunde
Die Partien der zweiten Hauptrunde wurden am 6. November 2017 ausgelost. Die Spiele fanden zwischen dem 1. und 4. Dezember 2017 statt. Die Wiederholungsspiele wurden zwischen dem 12. und 19. Dezember 2017 ausgetragen.
| Datum                       |                          | Ergebnis |                           |
| --------------------------- | ------------------------ | -------- | ------------------------- |
| 1. Dezember 2017, 19:55 GMT | AFC Fylde (V)            | 1:1      | Wigan Athletic (III)      |
| 2. Dezember 2017, 12:30 GMT | Notts County (IV)        | 3:2      | Oxford City (VI)          |
| 2. Dezember 2017, 15:00 GMT | Bradford City (III)      | 3:1      | Plymouth Argyle (III)     |
| 2. Dezember 2017, 15:00 GMT | Fleetwood Town (III)     | 1:1      | FC Hereford (VII)         |
| 2. Dezember 2017, 15:00 GMT | Forest Green Rovers (IV) | 3:3      | Exeter City (IV)          |
| 2. Dezember 2017, 15:00 GMT | FC Gillingham (III)      | 1:1      | Carlisle United (IV)      |
| 2. Dezember 2017, 15:00 GMT | Milton Keynes Dons (III) | 4:1      | Maidstone United (V)      |
| 2. Dezember 2017, 15:00 GMT | Port Vale (IV)           | 1:1      | Yeovil Town (IV)          |
| 2. Dezember 2017, 15:00 GMT | Shrewsbury Town (III)    | 2:0      | FC Morecambe (IV)         |
| 2. Dezember 2017, 15:00 GMT | FC Stevenage (IV)        | 5:2      | Swindon Town (IV)         |
| 3. Dezember 2017, 14:00 GMT | Blackburn Rovers (III)   | 3:3      | Crewe Alexandra (IV)      |
| 3. Dezember 2017, 14:00 GMT | Coventry City (IV)       | 3:0      | FC Boreham Wood (V)       |
| 3. Dezember 2017, 14:00 GMT | Doncaster Rovers (III)   | 3:0      | Scunthorpe United (III)   |
| 3. Dezember 2017, 14:00 GMT | FC Gateshead (V)         | 0:5      | Luton Town (IV)           |
| 3. Dezember 2017, 14:00 GMT | Mansfield Town (IV)      | 3:0      | AFC Guiseley (V)          |
| 3. Dezember 2017, 14:00 GMT | AFC Newport County (IV)  | 2:0      | Cambridge United (IV)     |
| 3. Dezember 2017, 14:00 GMT | AFC Wimbledon (III)      | 3:1      | Charlton Athletic (III)   |
| 3. Dezember 2017, 14:00 GMT | FC Woking (V)            | 1:1      | Peterborough United (III) |
| 3. Dezember 2017, 14:00 GMT | Wycombe Wanderers (IV)   | 3:1      | FC Leatherhead (VII)      |
| 4. Dezember 2017, 19:45 GMT | Slough Town (VII)        | 0:4      | AFC Rochdale (III)        |

Wiederholungsspiele
| Datum                        |                           | Ergebnis  |                          |
| ---------------------------- | ------------------------- | --------- | ------------------------ |
| 12. Dezember 2017, 19:45 GMT | Exeter City (IV)          | 2:1 n. V. | Forest Green Rovers (IV) |
| 12. Dezember 2017, 19:45 GMT | Peterborough United (III) | 5:2       | FC Woking (V)            |
| 12. Dezember 2017, 19:45 GMT | Wigan Athletic (III)      | 3:2       | AFC Fylde (V)            |
| 12. Dezember 2017, 19:45 GMT | Yeovil Town (IV)          | 3:2 n. V. | Port Vale (IV)           |
| 13. Dezember 2017, 19:45 GMT | Crewe Alexandra (IV)      | 0:1       | Blackburn Rovers (III)   |
| 14. Dezember 2017, 19:45 GMT | FC Hereford (VII)         | 0:2       | Fleetwood Town (III)     |
| 19. Dezember 2017, 19:45 GMT | Carlisle United (IV)      | 3:1       | FC Gillingham (III)      |

### Dritte Hauptrunde
In dieser Runde traten die Mannschaften der FA Premier League (20 Teams) und die Mannschaften des Football League Championship (24 Teams) in den Wettbewerb ein. Die Partien der dritten Hauptrunde wurden am 4. Dezember 2017 ausgelost und fanden zwischen dem 5. und 8. Januar 2018 statt. Die Wiederholungsspiele wurden am 16. und 17. Januar ausgetragen.
| Datum                     |                              | Ergebnis |                           |
| ------------------------- | ---------------------------- | -------- | ------------------------- |
| 5. Januar 2018, 19:55 GMT | FC Liverpool (I)             | 2:1      | FC Everton (I)            |
| 5. Januar 2018, 20:00 GMT | Manchester United (I)        | 2:0      | Derby County (II)         |
| 6. Januar 2018, 12:45 GMT | Fleetwood Town (III)         | 0:0      | Leicester City (I)        |
| 6. Januar 2018, 13:00 GMT | FC Middlesbrough (II)        | 2:0      | AFC Sunderland (II)       |
| 6. Januar 2018, 15:00 GMT | Aston Villa (II)             | 1:3      | Peterborough United (III) |
| 6. Januar 2018, 15:00 GMT | Birmingham City (II)         | 1:0      | Burton Albion (II)        |
| 6. Januar 2018, 15:00 GMT | Blackburn Rovers (III)       | 0:1      | Hull City (II)            |
| 6. Januar 2018, 15:00 GMT | Bolton Wanderers (II)        | 1:2      | Huddersfield Town (I)     |
| 6. Januar 2018, 15:00 GMT | AFC Bournemouth (I)          | 2:2      | Wigan Athletic (III)      |
| 6. Januar 2018, 15:00 GMT | FC Brentford (II)            | 0:1      | Notts County (IV)         |
| 6. Januar 2018, 15:00 GMT | Cardiff City (II)            | 0:0      | Mansfield Town (IV)       |
| 6. Januar 2018, 15:00 GMT | Carlisle United (IV)         | 0:0      | Sheffield Wednesday (II)  |
| 6. Januar 2018, 15:00 GMT | Coventry City (IV)           | 2:1      | Stoke City (I)            |
| 6. Januar 2018, 15:00 GMT | Doncaster Rovers (III)       | 0:1      | AFC Rochdale (III)        |
| 6. Januar 2018, 15:00 GMT | Exeter City (IV)             | 0:2      | West Bromwich Albion (I)  |
| 6. Januar 2018, 15:00 GMT | FC Fulham (II)               | 0:1      | FC Southampton (I)        |
| 6. Januar 2018, 15:00 GMT | Ipswich Town (II)            | 0:1      | Sheffield United (II)     |
| 6. Januar 2018, 15:00 GMT | Manchester City (I)          | 4:1      | FC Burnley (I)            |
| 6. Januar 2018, 15:00 GMT | FC Millwall (II)             | 4:1      | FC Barnsley (II)          |
| 6. Januar 2018, 15:00 GMT | Newcastle United (I)         | 3:1      | Luton Town (IV)           |
| 6. Januar 2018, 15:00 GMT | Queens Park Rangers (II)     | 0:1      | Milton Keynes Dons (III)  |
| 6. Januar 2018, 15:00 GMT | FC Stevenage (IV)            | 0:0      | FC Reading (II)           |
| 6. Januar 2018, 15:00 GMT | FC Watford (I)               | 3:0      | Bristol City (II)         |
| 6. Januar 2018, 15:00 GMT | Wolverhampton Wanderers (II) | 0:0      | Swansea City (I)          |
| 6. Januar 2018, 15:00 GMT | Wycombe Wanderers (IV)       | 1:5      | Preston North End (II)    |
| 6. Januar 2018, 15:00 GMT | Yeovil Town (IV)             | 2:0      | Bradford City (III)       |
| 6. Januar 2018, 17:30 GMT | Norwich City (II)            | 0:0      | FC Chelsea (I)            |
| 7. Januar 2018, 12:00 GMT | AFC Newport County (IV)      | 2:1      | Leeds United (II)         |
| 7. Januar 2018, 14:00 GMT | Shrewsbury Town (III)        | 0:0      | West Ham United (I)       |
| 7. Januar 2018, 15:00 GMT | Tottenham Hotspur (I)        | 3:0      | AFC Wimbledon (III)       |
| 7. Januar 2018, 16:00 GMT | Nottingham Forest (II)       | 4:2      | FC Arsenal (I)            |
| 8. Januar 2018, 19:45 GMT | Brighton & Hove Albion (I)   | 2:1      | Crystal Palace (I)        |

Wiederholungsspiele
| Datum                      |                          | Ergebnis              |                              |
| -------------------------- | ------------------------ | --------------------- | ---------------------------- |
| 16. Januar 2018, 19:45 GMT | Leicester City (I)       | 2:0                   | Fleetwood Town (III)         |
| 16. Januar 2018, 19:45 GMT | Mansfield Town (IV)      | 1:4                   | Cardiff City (II)            |
| 16. Januar 2018, 19:45 GMT | Sheffield Wednesday (II) | 2:0                   | Carlisle United (IV)         |
| 16. Januar 2018, 19:45 GMT | West Ham United (I)      | 1:0 n. V.             | Shrewsbury Town (III)        |
| 16. Januar 2018, 20:00 GMT | FC Reading (II)          | 3:0                   | FC Stevenage (IV)            |
| 17. Januar 2018, 19:45 GMT | FC Chelsea (I)           | 1:1 n. V. (5:3 i. E.) | Norwich City (II)            |
| 17. Januar 2018, 19:45 GMT | Swansea City (I)         | 2:1                   | Wolverhampton Wanderers (II) |
| 17. Januar 2018, 19:45 GMT | Wigan Athletic (III)     | 3:0                   | AFC Bournemouth (I)          |

### Vierte Hauptrunde
Die Partien der vierten Hauptrunde wurden am 8. Januar 2018 ausgelost und fanden zwischen dem 26. und 28. Januar 2018 statt. Die Wiederholungsspiele wurden am 6. und 7. Februar ausgetragen.
| Datum                      |                           | Ergebnis |                            |
| -------------------------- | ------------------------- | -------- | -------------------------- |
| 26. Januar 2018, 19:45 GMT | Sheffield Wednesday (II)  | 3:1      | FC Reading (II)            |
| 26. Januar 2018, 19:55 GMT | Yeovil Town (IV)          | 0:4      | Manchester United (I)      |
| 27. Januar 2018, 12:30 GMT | Peterborough United (III) | 1:5      | Leicester City (I)         |
| 27. Januar 2018, 15:00 GMT | Huddersfield Town (I)     | 1:1      | Birmingham City (II)       |
| 27. Januar 2018, 15:00 GMT | Hull City (II)            | 2:1      | Nottingham Forest (II)     |
| 27. Januar 2018, 15:00 GMT | FC Middlesbrough (II)     | 0:1      | Brighton & Hove Albion (I) |
| 27. Januar 2018, 15:00 GMT | FC Millwall (II)          | 2:2      | AFC Rochdale (III)         |
| 27. Januar 2018, 15:00 GMT | Milton Keynes Dons (III)  | 0:1      | Coventry City (IV)         |
| 27. Januar 2018, 15:00 GMT | Notts County (IV)         | 1:1      | Swansea City (I)           |
| 27. Januar 2018, 15:00 GMT | Sheffield United (II)     | 1:0      | Preston North End (II)     |
| 27. Januar 2018, 15:00 GMT | FC Southampton (I)        | 1:0      | FC Watford (I)             |
| 27. Januar 2018, 15:00 GMT | Wigan Athletic (III)      | 2:0      | West Ham United (I)        |
| 27. Januar 2018, 17:30 GMT | Newport County (IV)       | 1:1      | Tottenham Hotspur (I)      |
| 27. Januar 2018, 19:45 GMT | FC Liverpool (I)          | 2:3      | West Bromwich Albion (I)   |
| 28. Januar 2018, 13:30 GMT | FC Chelsea (I)            | 3:0      | Newcastle United (I)       |
| 28. Januar 2018, 16:00 GMT | Cardiff City (II)         | 0:2      | Manchester City (I)        |

Wiederholungsspiele
| Datum                      |                       | Ergebnis  |                       |
| -------------------------- | --------------------- | --------- | --------------------- |
| 6. Februar 2018, 19:45 GMT | Birmingham City (II)  | 1:4 n. V. | Huddersfield Town (I) |
| 6. Februar 2018, 19:45 GMT | AFC Rochdale (III)    | 1:0       | FC Millwall (II)      |
| 6. Februar 2018, 19:45 GMT | Swansea City (I)      | 8:1       | Notts County (IV)     |
| 7. Februar 2018, 20:00 GMT | Tottenham Hotspur (I) | 2:0       | Newport County (IV)   |

### Fünfte Hauptrunde
Die Auslosung der fünften Hauptrunde wurde am 29. Januar 2018 abends live von BBC One übertragen. Die Spiele werden vom 16. bis 19. Februar 2018 ausgetragen. Die Wiederholungsspiele fanden Ende Februar statt.
| Datum                       |                            | Ergebnis |                       |
| --------------------------- | -------------------------- | -------- | --------------------- |
| 16. Februar 2018, 19:45 GMT | Leicester City (I)         | 1:0      | Sheffield United (II) |
| 16. Februar 2018, 20:00 GMT | FC Chelsea (I)             | 4:0      | Hull City (II)        |
| 17. Februar 2018, 12:30 GMT | Sheffield Wednesday (II)   | 0:0      | Swansea City (I)      |
| 17. Februar 2018, 15:00 GMT | Brighton & Hove Albion (I) | 3:1      | Coventry City (IV)    |
| 17. Februar 2018, 15:00 GMT | West Bromwich Albion (I)   | 1:2      | FC Southampton (I)    |
| 17. Februar 2018, 17:30 GMT | Huddersfield Town (I)      | 0:2      | Manchester United (I) |
| 18. Februar 2018, 16:00 GMT | AFC Rochdale (III)         | 2:2      | Tottenham Hotspur (I) |
| 19. Februar 2018, 19:55 GMT | Wigan Athletic (III)       | 1:0      | Manchester City (I)   |

Wiederholungsspiele
| Datum                       |                       | Ergebnis |                          |
| --------------------------- | --------------------- | -------- | ------------------------ |
| 27. Februar 2018, 19:45 GMT | Swansea City (I)      | 2:0      | Sheffield Wednesday (II) |
| 28. Februar 2018, 20:05 GMT | Tottenham Hotspur (I) | 6:1      | AFC Rochdale (III)       |

### Viertelfinale
Die Auslosung der Begegnungen des Viertelfinales (sechste Hauptrunde) wurde am 17. Februar 2018 durchgeführt. Die Partien fanden am 17. und 18. März statt.
| Datum                    |                       | Ergebnis  |                            |
| ------------------------ | --------------------- | --------- | -------------------------- |
| 17. März 2018, 12:15 GMT | Swansea City (I)      | 0:3       | Tottenham Hotspur (I)      |
| 17. März 2018, 19:45 GMT | Manchester United (I) | 2:0       | Brighton & Hove Albion (I) |
| 18. März 2018, 13:30 GMT | Wigan Athletic (III)  | 0:2       | FC Southampton (I)         |
| 18. März 2018, 16:30 GMT | Leicester City (I)    | 1:2 n. V. | FC Chelsea (I)             |

### Halbfinale
Die Auslosung der Halbfinal-Paarungen fand am 18. März 2018 statt. Die Partien wurden am 21. und 22. April 2018 im Wembley Stadium in London ausgetragen.
| Datum                     |                       | Ergebnis |                       |
| ------------------------- | --------------------- | -------- | --------------------- |
| 21. April 2018, 17:15 BST | Manchester United (I) | 2:1      | Tottenham Hotspur (I) |
| 22. April 2018, 15:00 BST | FC Chelsea (I)        | 2:0      | FC Southampton (I)    |

## Finale
| FC Chelsea                                                   | FC Chelsea | Manchester United | Manchester United | Aufstellung                                    |
| ------------------------------------------------------------ | --- | --- | ----------------- | ---------------------------------------------- |
| FC Chelsea                                                   | \| 19. Mai 2018 um 17:15 Uhr (WESZ) in London (Wembley-Stadion) \| \| Ergebnis: 1:0 (1:0) \| \| Zuschauer: 87.647 \| \| Schiedsrichter: Michael Oliver (Northumberland) \| \| Spielbericht \|                                                             | \| 19. Mai 2018 um 17:15 Uhr (WESZ) in London (Wembley-Stadion) \| \| Ergebnis: 1:0 (1:0) \| \| Zuschauer: 87.647 \| \| Schiedsrichter: Michael Oliver (Northumberland) \| \| Spielbericht \|                                                                           | Manchester United | Aufstellung FC Chelsea gegen Manchester United |
| FC Chelsea                                                   | Thibaut Courtois – César Azpilicueta, Gary Cahill , Antonio Rüdiger – Victor Moses, Tiemoué Bakayoko, N’Golo Kanté, Cesc Fàbregas, Marcos Alonso – Eden Hazard (90.+1' Willian), Olivier Giroud (89. Álvaro Morata) Cheftrainer: Antonio Conte ( Italien) | David de Gea – Antonio Valencia , Chris Smalling, Phil Jones (87. Juan Mata), Ashley Young – Ander Herrera, Nemanja Matić, Paul Pogba – Jesse Lingard (73. Anthony Martial), Marcus Rashford (73. Romelu Lukaku), Alexis Sánchez Cheftrainer: José Mourinho ( Portugal) | Manchester United | Aufstellung FC Chelsea gegen Manchester United |
| FC Chelsea                                                   | 1:0 Eden Hazard (22., Foulelfmeter) | | Manchester United | Aufstellung FC Chelsea gegen Manchester United |
| FC Chelsea                                                   | Thibaut Courtois (90.+3') | Phil Jones (21.), Antonio Valencia (58.) | Manchester United | Aufstellung FC Chelsea gegen Manchester United |
| 19. Mai 2018 um 17:15 Uhr (WESZ) in London (Wembley-Stadion) | | |                   |                                                |
| Ergebnis: 1:0 (1:0)                                          | | |                   |                                                |
| Zuschauer: 87.647                                            | | |                   |                                                |
| Schiedsrichter: Michael Oliver (Northumberland)              | | |                   |                                                |
| Spielbericht                                                 | | |                   |                                                |